# ふくふく童話大賞
ふくふく童話大賞（ふくふくどうわたいしょう）は、日本の文学賞。

## 概要
応募資格は、沖縄市在住の中学生以上の人に限られる。福祉と文化が出会う創造的な風土づくりを目指し、童話作品を募集している。テーマは自由。枚数規定は、400字詰め原稿用紙8枚以上10枚以内。大賞受賞者には10万円、優秀賞受賞者には3万円、奨励賞受賞者には1万円が贈呈される。未発表の作品に限られる。選考結果は、沖縄タイムス紙上で発表され、大賞作品が掲載される。社会福祉法人沖縄市社会福祉協議会が主催している。沖縄タイムス社が共催している。第11回大賞受賞のもりおみずきは、第17回小川未明文学賞優秀賞、第6回北日本児童文学賞優秀賞、第10回琉球新報児童文学賞を受賞している。

## 受賞作一覧
| 回     | 賞     | 受賞作                     | 受賞者         |
| ------ | ------ | -------------------------- | -------------- |
| 第1回  | 大賞   | 笛ふき太良                 | 泡盛芳春       |
| 第1回  | 優秀賞 | おじいちゃんの馬車         | 大城喜一郎     |
| 第1回  | 佳作   | トントンすき？             | 大屋三千代     |
| 第1回  | 佳作   | おじいちゃんにかんぱい     | 松田英子       |
| 第2回  | 大賞   | 月夜のマーウ               | 中江房子       |
| 第2回  | 優秀賞 | ふくちゃんのてのひらでんわ | 赤嶺美奈子     |
| 第2回  | 佳作   | シーサーとハブの冒険       | 川村マミ       |
| 第3回  | 大賞   | 小さなお客さん             | 當間律子       |
| 第3回  | 優秀賞 | じゃあのなやみ             | 儀間瞳         |
| 第3回  | 佳作   | 三寸釘                     | 宮里善次       |
| 第4回  | 大賞   | 夏の思い出                 | 重庄太郎       |
| 第4回  | 優秀賞 | くじら犬気象台             | 高橋敬一       |
| 第4回  | 佳作   | フクちゃんの宿題           | 与那嶺愛子     |
| 第5回  | 大賞   | かたっぽのこころ           | 嘉数肇         |
| 第5回  | 優秀賞 | ウークイさびら             | 安座間末子     |
| 第5回  | 奨励賞 | あかねちゃんのふしぎ       | もりおみずき   |
| 第6回  | 大賞   | 楽しい時間はあっという間   | 具志肇         |
| 第6回  | 優秀賞 | 明日こそ                   | 金城幸次       |
| 第6回  | 奨励賞 | 手紙ごっこ                 | 儀間瞳         |
| 第6回  | 奨励賞 | ノーマン                   | もりおみずき   |
| 第7回  | 大賞   | 竜也の花                   | 米村勤子       |
| 第7回  | 優秀賞 | 五十四年目のジュゴン       | 金城幸次       |
| 第7回  | 奨励賞 | 星の涙                     | 絵夢エイチ     |
| 第8回  | 大賞   | 影男                       | 比嘉稔         |
| 第8回  | 優秀賞 | さよなら、オンベラの星     | もりおみずき   |
| 第8回  | 奨励賞 | すけるとん                 | ぐしともこ     |
| 第8回  | 奨励賞 | アイスのしずく             | 与那嶺愛子     |
| 第9回  | 大賞   | 大時計                     | 長堂芳子       |
| 第9回  | 優秀賞 | クリスマスのキックボード   | もりおみずき   |
| 第9回  | 奨励賞 | とうめい人間               | 川村マミ       |
| 第10回 | 優秀賞 | あのひとたち               | 玉那覇裕子     |
| 第10回 | 奨励賞 | 僕らのひみつ               | 草野文海       |
| 第10回 | 奨励賞 | イルカのいる風景           | 島宏史         |
| 第11回 | 大賞   | 砂漠にて                   | もりおみずき   |
| 第11回 | 優秀賞 | 山羊おばあとジョージ       | 西銘史子       |
| 第11回 | 奨励賞 | しあわせな犬               | 宮城光枝       |
| 第11回 | 奨励賞 | 星空画ろう                 | 坂下宙子       |
| 第12回 | 大賞   | 気がつけばラブレター       | 上原利彦       |
| 第12回 | 優秀賞 | ウソ発見器                 | 山下勝         |
| 第12回 | 奨励賞 | 金色のヘビ                 | 諸見志津子     |
| 第13回 | 大賞   | おならのかみさま           | 塚田学         |
| 第13回 | 優秀賞 | キャロットジュース         | 玉元一恵       |
| 第13回 | 奨励賞 | サンラー                   | 寺下計之       |
| 第14回 | 大賞   | 淳と淳平                   | 玉山広子       |
| 第14回 | 優秀賞 | ジャガイモの大変身         | 新垣栄         |
| 第14回 | 奨励賞 | なんでなんでのおまじない   | 糸数貴子       |
| 第15回 | 大賞   | クマの魔法                 | 与那嶺愛子     |
| 第15回 | 優秀賞 | ほほえみ返し               | 米田昌敏       |
| 第15回 | 優秀賞 | ぼくの父ちゃん             | 寺下計之       |
| 第16回 | 大賞   | さようならラム             | 諸見志津子     |
| 第16回 | 優秀賞 | 雨蛙鈴蛙                   | 千葉真由美     |
| 第16回 | 優秀賞 | オバーの宝物               | ざきみじゅんこ |
| 第17回 | 優秀賞 | フェルトのハンマー         | 久場勝未       |
| 第17回 | 奨励賞 | 空カーン！                 | 大嶺則子       |
| 第17回 | 奨励賞 | お弁当の日                 | 下地節子       |
| 第18回 | 大賞   | ピッチャンポン             | 秋本さなえ     |
| 第18回 | 優秀賞 | マサおばーVSヤールー       | 具志堅都       |
| 第18回 | 奨励賞 | 少年海人アハゴン・アキラ   | 大浜弘         |
| 第18回 | 奨励賞 | 後生バーレー               | 金城毅         |
| 第19回 | 大賞   | クモッチの巣               | 南ふう         |
| 第19回 | 優秀賞 | お母さんの家事放棄宣言     | 具志堅都       |
| 第19回 | 奨励賞 | スコール                   | しもぢせつこ   |
| 第20回 | 大賞   | 校長室の秘密               | 金城毅         |
| 第20回 | 優秀賞 | あおぞら将棋クラブ         | もりしたかずき |
| 第20回 | 奨励賞 | セーグヮー村の星祭り       | 野原せい       |
| 第21回 | 優秀賞 | やんばるの森のハブ君       | 佐藤允美       |
| 第21回 | 奨励賞 | スーパードッグ ブルース    | 伊礼健一       |
| 第21回 | 奨励賞 | さっきは、ごめんね         | 島尻勤子       |
| 第22回 | 大賞   | けんたの冒険               | 山川直壮       |
| 第22回 | 優秀賞 | ばあちゃんの地図           | 野原せい       |
| 第22回 | 奨励賞 | 耳のヒーロー               | オカ・ラクマ   |
| 第22回 | 奨励賞 | ねじれ耳洋平の物語         | 兼城賢栄       |